# Andriy Sienichkin
 Andriy Sienichkin (né le 1er mai 1991) est un gymnaste artistique ukrainien.
Il fait partie de l'équipe nationale de gymnastique ukrainienne et est finaliste aux Jeux olympiques. Il remporte la médaille de bronze lors des Championnats d'Europe de gymnastique artistique masculine 2014.